# Кетчум
Ке́тчум (англ. Ketchum) — город на северо-западе США, штат Айдахо. Население на 2010 год 2689 человек.
Городок образовался в начале XX века как поселение рабочих с соседней шахты. Однако, после открытия в 1936 году горнолыжного курорта Сан-Валли, это место стало притягивать большое количество знаменитостей. В своё время в Кетчуме отдыхали Клинт Иствуд, Гэри Купер, Деми Мур, Брюс Уиллис, Арнольд Шварценеггер, Том Хэнкс, и другие. Но наибольшую известность посёлку принёс Эрнест Хемингуэй, владевший домом в Кетчуме. Писатель прожил в городе свои последние месяцы, здесь же покончил с собой, и был похоронен на местном кладбище.
Сегодня город продолжает оставаться популярным местом отдыха среди американцев. В окрестностях Кетчума, в лесах и горных долинах развивается пешеходный туризм, велотриал, горнолыжный спорт. Реки и озёра интересны для любителей рыбной ловли.